# 瓦沃恩
瓦沃恩是德国莱茵兰-普法尔茨州的一个市镇。总面积7.65平方公里，总人口300人，其中男性167人，女性133人（2011年12月31日），人口密度39人/平方公里。